# Захаров, Борис Васильевич
Борис Васильевич Захаров (4 апреля 1930 — 7 июля 2003) — советский хозяйственный, государственный и политический деятель.

## Биография
Родился 4 апреля 1930 года в деревне Кошкино. Член ВКП(б).
С 1955 года — на хозяйственной, общественной и политической работе. В 1955—1995 гг. — мастер, начальник судомеханического цеха Суражевского судостроительного завода Амурской области, начальник механического цеха, заместитель главного механика, секретарь парткома завода в городе Дзержинске, председатель городского комитета партгосконтроля, второй, первый секретарь Дзержинского горкома КПСС, первый заместитель председателя Горьковского областного совета депутатов трудящихся, второй секретарь Горьковского обкома КПСС, председатель Горьковского областного Совета профессиональных союзов.
Избирался депутатом Верховного Совета РСФСР 8-го, 9-го, 10-го и 11-го созывов.
Умер 7 июля 2003 года в Нижнем Новгороде. Похоронен на Красном кладбище.